# Zuzanna Amendówna
Zuzanna Amendówna (ur. w Olkuszu, zm. 7 września 1644 w Krakowie) – polska tercjarka, filantropka, fundatorka kościoła reformatów w Krakowie. 

## Życiorys
Pochodziła z jednego z dwóch polskich rodów Amendów - włoskiego (drugi wywodził się ze Śląska). Była córką Stanisława (olbornika i rajcy olkuskiego) oraz Katarzyny Frezerówny. Od młodych lat charakteryzowała się znaczną pobożnością. Wraz z siostrami osiadła w domu należącym do rodziny w Krakowie. 5 marca 1628 na ręce biskupa Tomasza Oborskiego złożyła ślub dozgonnej czystości. W następnych latach, będąc osobą zamożną, zajmowała się filantropią: wspomagała ubogich, chorych w szpitalach, a także obejmowała pomocą ubogie sieroty (m.in. własnoręcznie szyła ubrania dla biedoty). Haftowała i szyła szaty liturgiczne. W końcu lat 20. XVII wieku związała się bliżej z krakowskim zakonem reformatów, który w 1628 rozpoczął budowę kościoła na Garbarach (obecnych Piaskach). Budowa ta, z braku funduszy, uległa wstrzymaniu. Amedówna, do 1640, z własnych środków wzniosła praktycznie całą budowlę, co kosztowało ją 30.000 złotych polskich. W tamtych latach na swego przewodnika duchowego wybrała ojca Bonawenturę z Przemyśla i z jego rąk przyjęła habit tercjarzy świeckich. Oddawała się wówczas surowym praktykom pokutnym i świadczyła dzieła miłosierdzia. Spadek otrzymany po zmarłych rodzicach w większości przeznaczyła na ukończenie kościoła reformatów, a także na ofiary dla innych kościołów, klasztorów, szpitali, ubogich, więźniów i dłużników. W klasztorze reformatów łożyła na żywność, ubiór i leki dla zakonników. Ascetyczny tryb życia z czasem wpłynął negatywnie na jej zdrowie. W wyniku tego otrzymała od biskupa Piotra Gembickiego pozwolenie na odprawianie mszy świętych w jej kaplicy domowej. 26 sierpnia 1644 spisała testament, w którym swój majątek (5000 złp w gotówce i 25.000 złp w nieruchomościach i dobrach ziemskich) przekazała ubogim, jak również różnym klasztorom, kościołom, szpitalom, bractwom i instytucjom dla biedoty. Wykonawcami testamentu byli m.in. Jerzy Ossoliński i Stanisław Szembek. Najwięcej otrzymali reformaci krakowscy (9200 złp). 1000 złp otrzymali reformaci z Wieliczki na sklepienie tamtejszego kościoła, a 500 złp przeznaczyła na szpital w Olkuszu. Krakowscy reformaci otrzymali też kosztowny obraz Matki Bożej (do dziś wiszący w krakowskim kościele reformatów), wyposażenie liturgiczne kaplicy domowej, relikwie świętych i Krzyża Prawdziwego. W jej pogrzebie udział wzięli masowo mieszkańcy Krakowa. Pochowano ją w kościele reformatów na Garbarach (pod kaplicą maryjną, gdzie leżała jej matka). Spisywano potem łaski, których doznawali ludzie odwiedzający jej grób. Księgi te, jak i kościół z klasztorem doszczętnie zniszczyli Szwedzi podczas potopu. 24 października 1672 pochowano ją ponownie (wraz z innymi zakonnikami) w krypcie Szembeków nowego (obecnego) kościoła reformackiego.